# SV Friesland
De Sportvereniging Friesland is de grootste hardloopvereniging van Noord-Nederland. De Sportvereniging is op 1 april 1980 opgericht en is sinds 1 mei 1984 aangesloten bij de Atletiekunie. Inmiddels heeft SV Friesland meer dan 700 leden en organiseert ze meer dan 30 loopevenementen in Friesland.
De eerste activiteit van SV Friesland was de Bildtse toerfietstocht op 1 mei 1980 (500 deelnemers) en op 1 november 1980 organiseerde SV Friesland de 50 km lange wandeltocht van Harlingen naar Holwerd over de Zeedijk (36 deelnemers). De derde activiteit was op 30 april 1981 wederom de Bildtse toerfietstocht (470 deelnemers). De volgende activiteit was de eerste trimloop van SV Friesland. Op 10 oktober 1981 gingen 70 hardlopers bij slecht weer in Sexbierum van start voor 2 – 5 – 10 of 20 km.
De grootste en bekendste zijn de Ameland Adventure Run en de Terschelling Marathon Berenloop. Andere loopevenementen van SV Friesland zijn:
- De Kleine Wielenloop (Leeuwarden)
- Bevrijdingsloop (Sint Annaparochie)
- Stienserloop (Stiens)
- Visserijdagenloop (Harlingen)
- Glazenstadloop (Berlikum)
- Marderhoekloop (Oudemirdum)
- Statenloop (Oenkerk), Ook voor deelnemers met een wheeler of handbike. En in combinatie met de statentocht.
- Brinklopen (Diever), niet in Friesland maar in Drenthe, in samenwerking met de Stichting Sport Promotie Diever.

Het bekendste lid van SV Friesland is Wim-Bart Knol. Hij behoort tot de top van het Nederlandse ultralopen. Driemaal won hij de Jan Knippenberg Memorial (100 EM) en tweemaal de dubbele Zestig van Texel (120 km).